# Сисулит, Тхонглун
Тхонглун Сисулит (лаос. ທອງລຸນ ສີສຸລິດ; род. 10 ноября 1945, Хуапхан, Лаос) — лаосский государственный и политический деятель. Премьер-министр Лаосской Народно-Демократической Республики с 20 апреля 2016 по 22 марта 2021 года. Член Политбюро ЦК НРПЛ. Генеральный Секретарь ЦК НРПЛ с 15 января 2021 года. Президент Лаоса с 22 марта 2021 года.

## Биография

#### Ранние годы
Сисулит родился 10 ноября 1945 года в провинции Хуапхан, Лаос.  

#### Образование
С 1962 по 1969 год учился в педагогическом колледже Патриотического фронта Лаоса. Позднее продолжил своё обучение в Советском Союзе, где в 1978 году окончил филологический факультет Ленинградского государственного педагогического института имени А. И. Герцена, а в 1984 году получил докторскую степень в Академии общественных наук при ЦК КПСС.

#### Карьера
Заместитель министра иностранных дел Лаоса (1987—1992), министр труда и социального обеспечения Лаоса (1993—1996).
Являлся членом Национальной ассамблеи (с 1997 по 2001 год возглавлял парламентский комитет по международным делам, с 2001 по 2006 год — председатель комитета по государственному планированию и инвестициям и комитета по энергетике);
Член Политбюро ЦК НРПЛ с 2001 года.
Заместитель премьер-министра Лаоса (2001—2016). Министр иностранных дел Лаоса (2006—2016).
23 января 2016 года на 10-м съезде Народно-революционной партии Лаоса, являющейся правящей и единственной политической партией в стране, был рекомендован на пост премьер-министра. 20 апреля 2016 года кандидатура была одобрена депутатами Народного собрания.

### Пост Генерального секретаря и президентство
В мае 2024 года Тхонглун Сисулит посетил Россию, приняв участие в Параде Победы в Москве наряду с лидерами России, Беларуси, Казахстана, Узбекистана, Кубы, Гвинеи-Бисау и другими. Также посетил РГПУ им. А. И. Герцена в Санкт-Петербурге, который закончил более сорока лет назад. 
22 октября 2024 года Тхонглун Сисулит прибыл в Казань для участия в саммите БРИКС. В рамках саммита президент Лаоса провёл вторую за год встречу с президентом Российской Федерации В. В. Путиным.

## Личная жизнь
Тхонглун Сисулит женат на Нали Сисулит (род. в 1947 году). У пары трое детей: два сына и дочь. Дочь Мукдаван в настоящее время является заместителем генерального директора Департамента международных организаций Министерства иностранных дел Лаоса.
Помимо родного лаосского владеет вьетнамским, английским и русским языками.

## Награды
- Орден «Хосе Марти» (Куба).
- Орден Золотой Звезды (Вьетнам).
- Орден Хо Ши Мина (Вьетнам).
- Рыцарь Большой ленты Ордена Белого слона (Таиланд).
- Орден Дружбы (20 октября 2015 года, Россия) — за большой вклад в укрепление дружбы и сотрудничества с Российской Федерацией, развитие экономических связей, сохранение и популяризацию русского языка и культуры за рубежом[9].
- Орден Славы и чести I степени (31 июля 2025 года, РПЦ)[10].
- 5 октября 2015 года был награждён почётной золотой медалью Российского фонда мира «За миротворческую и благотворительную деятельность».